# Urtekram
Urtekram International A/S (Urtekram) er (grundlagt i 1972 af øko-pionererne Ronnie McGrail og hans hustru Lisbeth Damsgaard). Dengang var økologiske fødevarer og fair trade en idealistisk hjertesag, men i begyndelsen af 1990'erne fik økologien fodfæste i de danske supermarkeder og øko-bølgen blev skudt i gang – og Urtekram var en stærk drivkraft i denne udvikling. Urtekram er i dag en af de største økologiske virksomheder i  Skandinavien. Virksomheden producerer og distribuerer et bredt udvalg af økologiske kolonialvarer, frost og body care samt produkter til fødevareallergikere. 
Virksomheden er certificeret med miljøstandarden ISO 14001, og andre miljømærker har høj fokus i virksomhedens ideologi.
Urtekram blev i 2015 solgt til det svenske selskab Midsona AB.